# Eemnesserweg 72 (Baarn)
Eemnesserweg 72 is een villa uit 1899 aan de Eemnesserweg te Baarn in de provincie Utrecht. In het verleden werd het pand gebruikt als kinderpension en heette toen 't Kabouterhuis'. 
Het rechter deel van de villa heeft een verdieping met een leien dak, de serre heeft openslaande deuren. Het rechter deel heeft als uitbouw een erker. De nok van dit rechter deel staat haaks op de weg.